# Женщинам-бойцам МПВО
«Женщинам-бойцам МПВО» — памятник, расположенный в Санкт-Петербурге и посвящённый женщинам-ветеранам местной противовоздушной обороны Ленинграда в годы блокады.
Другое название памятника — «Ангел-хранитель Ленинградского неба».
Памятник был создан по инициативе ветеранов противовоздушной обороны, проживающих в этом районе. Финансирование проекта взял на себя «Альфа-банк».
Памятник открыт 7 мая 2002 года, а внесён в Книгу памяти 30 апреля 2012 года.
Памятник находится на пересечении Пушкарского переулка и Кронверкской улицы, на боковой стене дома номер 12 по Кронверкской улице.
Над памятником работали скульптор Лев Сморгон и архитектор Игорь Матвеев.

## Описание памятника
Памятник представляет собой бронзовую скульптуру женщины, смотрящей в небо, стоящую на пересечении выведенных наружу дома потолочных швеллерных балок. Памятник символизирует стоящую на крыше дома женщину, которая высматривает возможное приближение самолётов противника.
Рисунок на стене дома также является частью монумента — на нем символически изображён луч прожектора, который высвечивает красные кирпичные стены дома.
На стене дома размещена памятная доска. Текст надписи на ней гласит:
«Посвящается женщинам-бойцам краснознамённой МПВО в годы блокады Ленинграда 1941—1944».
По бокам на стене дома размещены прожектора для подсветки памятника в тёмное время суток.
Основной задачей женщин бойцов МПВО было отслеживание зажигательных бомб, сброшенных авиацией противника, и сбрасывание их с крыш зданий. Именно поэтому и памятник им было решено разместить на высоте, там же, где шла их работа.